# جبل اهنم (الرجم)

تعديل مصدري - تعديل

جبل اهنم هي إحدى قرى عزلة العزكي بمديرية الرجم التابعة لمحافظة المحويت، بلغ تعداد سكانها 1324 نسمة حسب تعداد اليمن لعام 2004.